# Acropogon dzumacensis
Acropogon dzumacensis là một loài thực vật có hoa trong họ Cẩm quỳ. Loài này được (Guillaumin) Morat mô tả khoa học đầu tiên năm 1986.